# Антонов, Василий Иванович
Василий Иванович Антонов (8 февраля 1914, Оренбург, Оренбургская губерния, Российская империя — 2 августа 1967, Астрахань, РСФСР, СССР) — советский государственный деятель, кандидат в члены ЦК КПСС (1961—1967), 1-й секретарь Астраханского областного комитета КПСС (1961—1967).

## Биография
В 1930-1937 гг. — секретарь заводского комитета комсомола, секретарь районного комитета комсомола, с 1931 г — в ВКП(б), в 1937 окончил Оренбургский учительский институт, в 1937-1938 гг. — заведующий Кагановичским районным отделом народного образования (г. Оренбург), с 1938 г. — преподаватель политической экономии и истории ВКП(б) в союзоргучёте (г. Оренбург), в 1938-1939 гг. — директор школы №8 там же. С 1939 до апреля 1941 года — заведующий Сектором культпросветработников, заместитель заведующего Отделом кадров Чкаловского областного комитета ВКП(б) (ныне Оренбург), в дальнейшем секретарь Чкаловского областного комитета ВКП(б) по пищевой и легкой промышленности. С 1941 — комиссар Красной Армии, заместитель командира 14-й инженерно-сапёрной бригады по политической части , с 1946 г. — заместитель секретаря областного комитета ВКП(б) в Чкалове по вопросам торговли и общественного питания, с 1947 г. — секретарь, позже 2-й секретарь Чкаловского областного комитета ВКП(б). В 1957 году окончил Московский заочный педагогический институт. С декабря 1957 по апрель 1961 гг. — 1-й секретарь Областного Комитета КПСС Карачаево-Черкесской автономной области, с 18 апреля 1961 года до смерти — 1-й секретарь Астраханского областного комитета КПСС, с 31 октября 1961 года до своей смерти — кандидат в члены ЦК КПСС. Депутат Верховного Совета СССР 6 и 7 созывов.

## Награды
- орден Ленина (10.04.1945)
- орден Красного Знамени (05.12.1943)
- Орден Богдана Хмельницкого II степени (29.06.1945)
- орден Отечественной войны I степени (03.08.1944)
- орден Отечественной войны II степени (16.10.1943)
- три ордена Трудового Красного Знамени (08.02.1964)
- медали СССР
- Крест Храбрых (Польша)